# Міста Молдови
|  | Службовий список статей, створений для координації робіт з розвитку теми. Це попередження не встановлюється на інформаційні списки і глосарії. |

У Молдові є 66 міст та містечок.

## Список

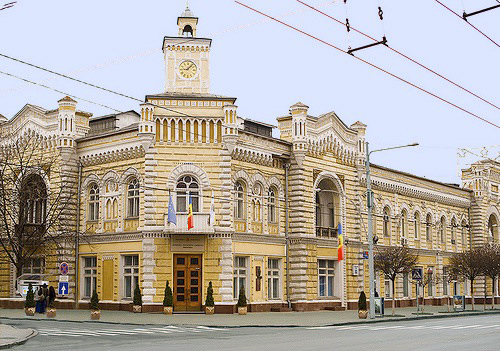
Кишинів

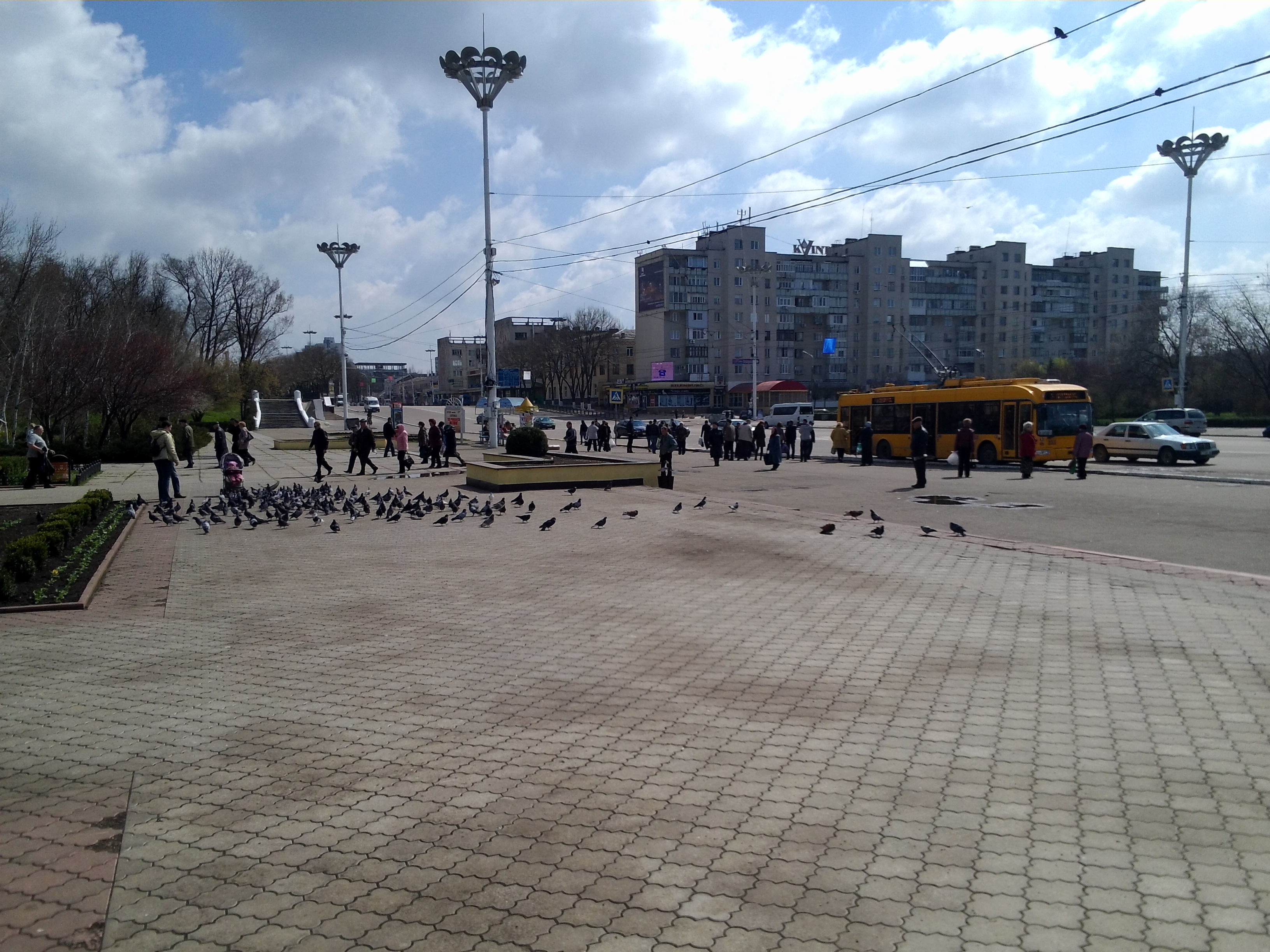
Тирасполь

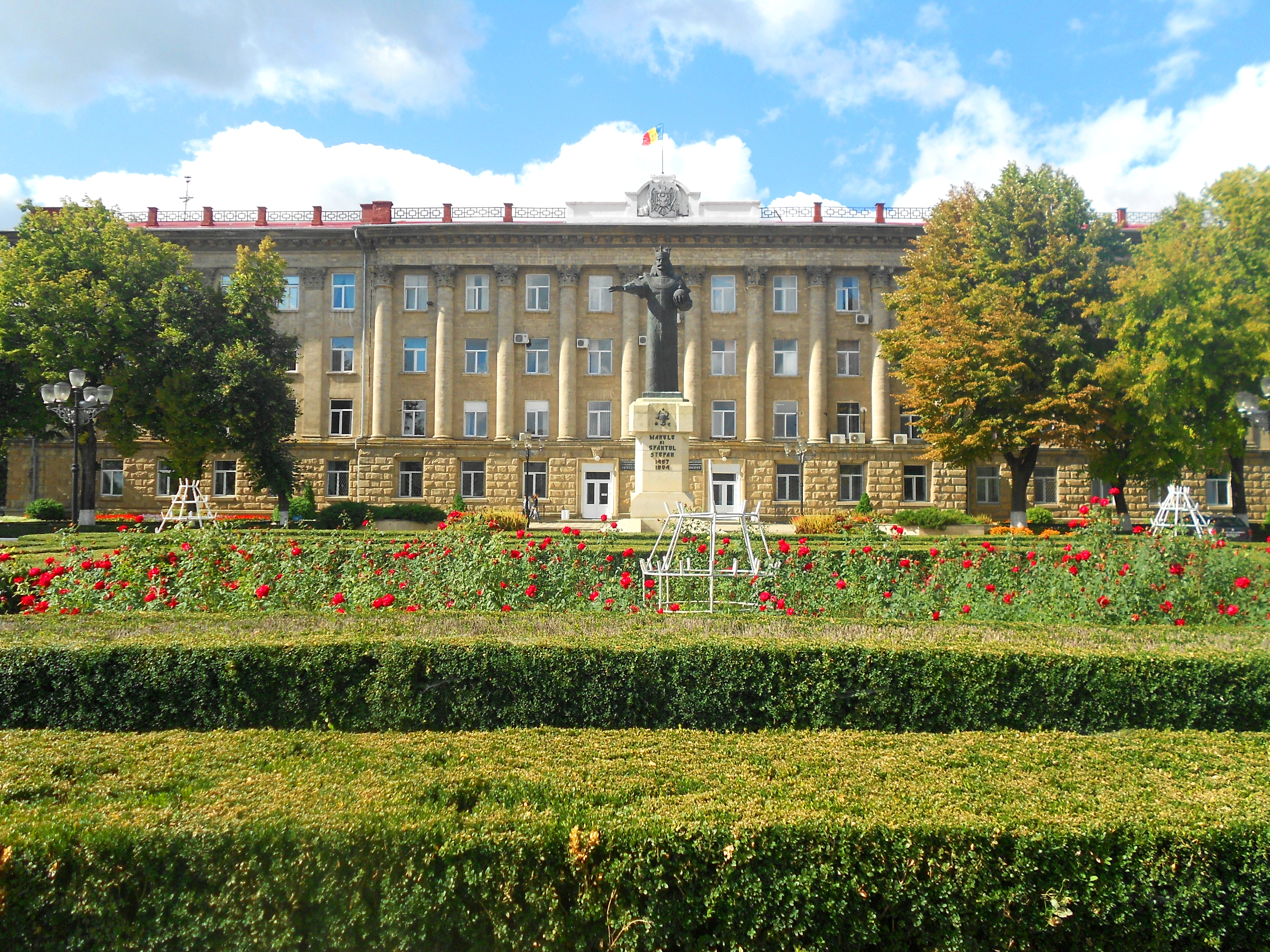
Бєльці

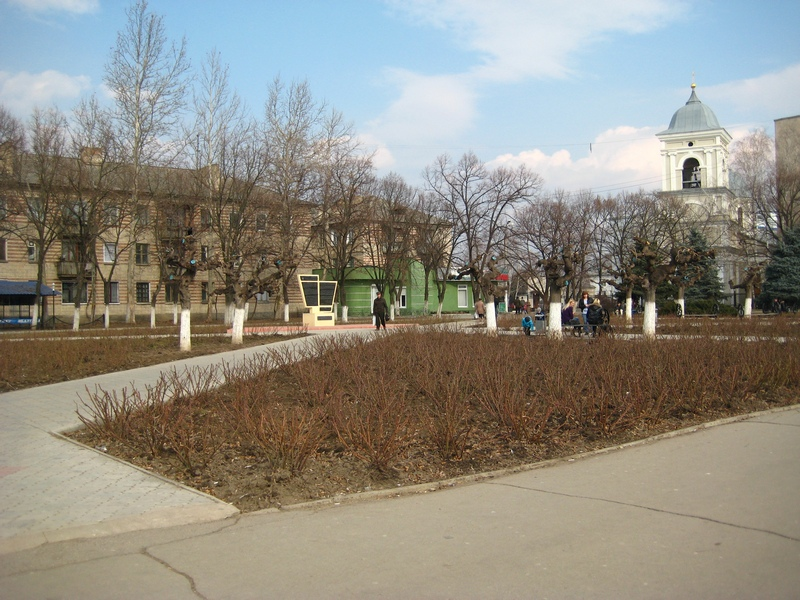
Бендери

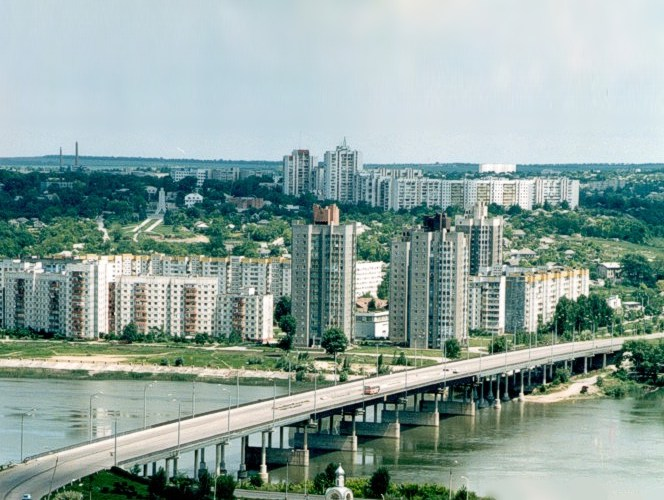
Рибниця

- Атаки
- Бессарабка
- Бєльці
- Бендери
- Бричани
- Вулканешти
- Глодяни
- Григоріополь
- Дондушени
- Дрокія
- Дубосари
- Єдинці
- Кишинів
- Кам’янка
- Кантемір
- Кагул
- Келераші
- Каушани
- Комрат
- Конгаз
- Кріуляни
- Леово
- Нові Анени
- Ніспорени
- Окниця
- Оргіїв
- Резіна
- Рибниця
- Ришкани
- Синжерея
- Слободзея
- Сороки
- Страшени
- Тараклія
- Теленешти
- Тираспол
- Унгени
- Фалешти
- Флорешти
- Хинчешти
- Чадир-Лунга
- Чимішлія
- Шолданешти
- Штефан-Воде
- Яловени